# Melos Ensemble
Le Melos Ensemble est un ensemble de musique de chambre britannique fondé en 1950.

## Historique
Le Melos Ensemble est fondé en 1950 autour de l'altiste Cecil Aronowitz et du clarinettiste Gervase de Peyer. C'est un ensemble de musique de chambre à géométrie variable, évoluant entre quatre et douze musiciens.
En 1972, le départ de quatre musiciens conduit à une cessation provisoire d'activité, mais en 1974, l'ensemble se reconstitue autour d'un octuor.

## Membres
Parmi les membres de l'ensemble, ont figuré ou figurent :
- premier violon : Emanuel Hurwitz (en) (1956-1972) ; Hugh Maguire (depuis 1974)
- second violon : Ivor McMahon (en) (1950-1972) ; Nicholas Ward (depuis 1977)
- alto : Cecil Aronowitz (1950-1978) ; Patrick Ireland
- violoncelle : Terence Weil (en)
- contrebasse : Adrian Beers (en)
- clarinette : Gervase de Peyer, Thea King (1974-1993)
- cor : Neill Sanders (en)
- basson : William Waterhouse (depuis 1959)
- harpe : Osian Ellis
- piano : Lamar Crowson (en) ; Gwenneth Pryor.

## Créations
Le Melos Ensemble est le créateur de plusieurs œuvres, de Benjamin Britten (parties solistes du War Requiem, 1962), Harrison Birtwistle (Tragoedia, 1965), Alun Hoddinott (Sextuor, 1960), Gordon Jacob (Suite pour basson et quatuor à cordes, 1959) ou Peter Maxwell Davies (Seven in nomine, 1965) notamment.